# Kluse (Basse-Saxe)
Kluse est une commune allemande de l'arrondissement du Pays de l'Ems, Land de Basse-Saxe.

## Géographie
Kluse se situe le long de l'Ems.
| Dersum  | Dörpen                 |           |
| Walchum | Kluse                  | Wippingen |
| Sustrum | Renkenberge/Fresenburg |           |

## Histoire
Kluse est né de la fusion des communes de Steinbild et d'Ahlen en janvier 1973.
Le château-fort d'Ahlen est le siège d'une famille noble du même nom. Otto von Ahlden est la première personne mentionnée, en 1387.
À Steinblid se trouve le domaine de Campe. La gare de Kluse se trouvait à proximité. On donna à la gare le nom de Kluse car il y avait un ermitage (Klüse en bas allemand).

## Infrastructures
Klüse trouve le long de la Bundesstraße 70. Son territoire est traversé par la ligne du pays de l'Ems. De plus, la piste du Transrapid passait par Klüse.

## Personnalités liées à la commune
- Emmy von Dincklage (1825–1891), romancière

## Source, notes et références
- (de) Cet article est partiellement ou en totalité issu de l’article de Wikipédia en allemand intitulé « Kluse (Emsland) » (voir la liste des auteurs).